# IC-dVAL
La méthode IC-dVAL, « Intellectual Capital dynamic Value » ou « valeur dynamique du capital immatériel », a été développée par Ahmed Bounfour dans le cadre de ses travaux académiques et en association avec le CIGREF (Club Informatique des Grandes Entreprises Françaises). En étudiant différentes stratégies d'entreprises, il a pu constater que les actifs immatériels constituaient un avantage compétitif sur le marché, dans la logique de la Théorie des Ressources de Penrose.
IC-dVAL a donc été développée pour aider les entreprises à évaluer leur capital immatériel, et trouve un écho dans les préconisations du rapport Lévy Jouyet de 2006. Cette méthode est actuellement utilisée par certaines des entreprises adhérentes du CIGREF.

## Fondements de la méthode

### D’un point de vue externe
Il y a différents facteurs de performance d’une entreprise que l’on peut résumer en cinq points :
- La performance de l’entreprise est principalement déterminée par ses dotations en ressources plutôt que par la structure de marché.
- Les entreprises sont hétérogènes quant à leurs dotations en ressources et compétences.
- La construction de ressources prend du temps.
- Certains actifs critiques sont non commercialisables: la réputation ou le savoir tacite.
- Vision dynamique et cohérente des immatériels doit être développée au sein de l’entreprise.

Le dernier point est le plus important. En effet, le management stratégique des organisations devrait passer d’une vision statique des ressources, à une vision dynamique des « capacités », qui sont principalement de nature immatérielle. D’où la mise en place de la méthode IC-dVAL.

### D’un point de vue interne: système d’information
Les systèmes d’information performants sont pris en compte dans la valorisation de l’entreprise de manière indirecte, à travers la valorisation du capital d’organisation. Aujourd’hui, cette valorisation paraît insuffisamment prise en compte, tant pour les systèmes d’information que pour l’ensemble des actifs immatériels (brevets, marques, procédures, compétences spécifiques).
De plus, il existe une différence entre les jugements sur la performance et la valeur des systèmes d’information émis en interne et ceux projetés de manière externe. Ainsi, la méthode IC-dVAL permet de rapprocher ces deux perspectives, en les aidant à construire un référentiel et un langage communs.

## Principes de la méthode
Elle repose sur la logique de la Resource Based View of the Firm ou RBVen:Resource-Based View ou encore "Vue Basée Ressources de la Firme".

### Approche marché
Trois dimensions sont prises en compte : les ressources et compétences, les processus et les outputs. On en tire des indicateurs  de performances partiels et la somme de ces derniers permet de calculer un indicateur de performance globale pour l’entreprise, qui interviendra dans le calcul de la valeur dynamique du capital immatériel :
Valeur dynamique du capital immatériel = capital immatériel  x  indicateur de performance globale

### Approche métiers
Il existe différentes valeurs au sein de l’entreprise qui ont un impact sur son capital immatériel :
- La valeur d’efficience : capacité à réaliser une action opérationnelle
- La valeur de liaison : capacité à lier deux activités
- La valeur d’accélération : capacité à accélérer une activité
- La valeur de restructuration : capacité qu’offre le S.I. à permettre et accompagner la transformation de l’entreprise (ex : lors de fusions, d’acquisitions, de cessions, etc.)
- La valeur d’innovation : capacité à faire des choses nouvelles
- La valeur d’existence exprime le montant que les dirigeants sont prêts à payer pour posséder la fonction en interne.